# Blue note
Blue Note ou Nota fora[carece de fontes?] é um artifício musical muito utilizado em harmônias de Blues e Jazz.

## Descrição
A Blue Note é uma nota musical que provém das escalas usadas nas canções de trabalho praticadas pelos povos afro-americanos. A característica musical resultante imprime um carácter lamentatório à música podendo considerar-se que tenha surgido como uma consequência da dureza do trabalho nos campos.
Do ponto de vista sistémico, consiste em criar uma nota que não consta na escala diatónica tradicional, baixando alguns comas aos terceiro, quinto e sétimo graus da referida escala. Estas transformações tornam uma escala maior numa escala de blues. A escala de blues é usada na maioria dos blues de 8 e 12 compassos, mas também em várias canções populares convencionais com um sentimento "blue".
Esta herança escalar migrou mais tarde para o universo jazzístico.

## Exemplo
Pentatónica de Lám
- Lá-Dó-Ré-Mi-Sol-Lá                -             Blue Note: Eb